# Polynemus multifilis
Polynemus multifilis är en fiskart som beskrevs av Coenraad Jacob Temminck och Hermann Schlegel 1843. Den ingår i släktet Polynemus och familjen Polynemidae. Inga underarter finns listade i Catalogue of Life.